# Kaiserliche Werft Wilhelmshaven
De Kaiserliche Werft Wilhelmshaven (Keizerlijke Scheepswerf Wilhelmshaven) was een Duitse scheepswerf in Wilhelmshaven. De werf werd opgericht in 1871 en gesloten in 1918. Net als de Kaiserliche Werft Danzig en Kaiserliche Werft Kiel produceerde de werf  uitsluitend oorlogsschepen voor de Pruisische marine en de daaropvolgende Duitse Kaiserliche Marine. Na de Eerste Wereldoorlog werden de drie keizerlijke scheepswerven gesloten, maar het scheepswerf Wilhelmshaven werd in 1919 opnieuw geopend, eerst als Reichsmarinewerft Wilhelmshaven, en na 1935 kreeg het de naam Kriegsmarinewerft Wilhelmshaven.

## Geschiedenis
In 1853 werd het Jade-Verdrag gesloten tussen Prins Adalbert van Pruisen en het groothertogdom Oldenburg. Pruisen en Oldenburg kwamen overeen dat 3,13 km² van het grondgebied van Oldenburg aan de Jadeboezem zou worden verkocht aan het koninkrijk Pruisen. Pruisen kocht de grond voor de aanleg van een marinehaven aan de Noordzeekust.
In de eerste jaren werd de vlootbasis alleen gebruikt als een arsenaal-, depot- en reparatievoorziening voor de Pruisische vloot die in opbouw was. Later volgde een scheepsbouwbedrijf met werkplaatsen, scheepshellingen en dokken voor de bouw en reparatie van marineschepen.
Na de Pruisische overwinning in de Oostenrijks-Pruisische Oorlog van 1866 werd de Noord-Duitse Bond opgericht. De werf ging over van Pruisen naar de nieuwe confederatie. De  scheepswerf werd officieel geopend door de Pruisische koning Wilhelm I. In de eerste plaats bekend als Königliche Werft (Koninklijke werf), werd het scheepswerf nu Marinewerft des Norddeutschen Bundes (Marinewerf van de Noord-Duitse Bond) genoemd. Na de oprichting van het Duitse Rijk in 1871 kreeg het de laatste naam Kaiserliche Werft Wilhelmshaven.
Om aan de behoeften van de snelgroeiende Duitse keizerlijke marine te voldoen werd de werf uitgebreid. Tijdens de regeerperiode van Kaiser  Wilhelm II en zijn vlootbevelvoerder admiraal von Tirpitz werd de werf aanzienlijk vergroot. Het werd de grootste en belangrijkste van de drie Duitse keizerlijke scheepswerven, beginnend met ongeveer 3000 medewerkers in 1880 en het telde ongeveer 21.000 medewerkers aan het eind van de Eerste Wereldoorlog. Bij de werf werden de grootste en sterkste oorlogsschepen van die tijd gebouwd. Tijdens de oorlog was de werf betrokken bij de bouw van een beperkt aantal watervliegtuigen voor de marine.
Na de oorlog werd de werf gesloten, maar na korte tijd werd het heropend onder de nieuwe naam Reichsmarinewerft Wilhelmshaven en in 1935 veranderde de naam in Kriegsmarinewerft Wilhelmshaven.

## Fotogalerij

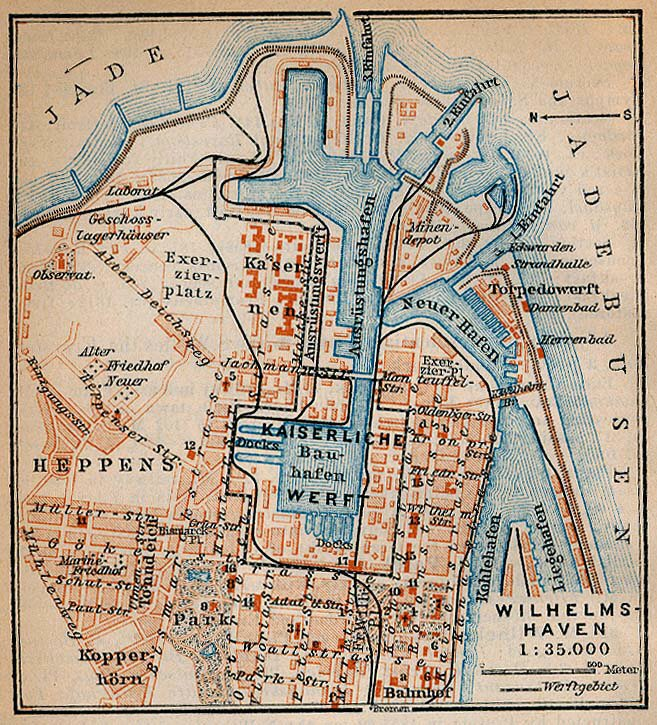
Kaart van de stad uit 1910, met de Kaiserliche Werft in het midden
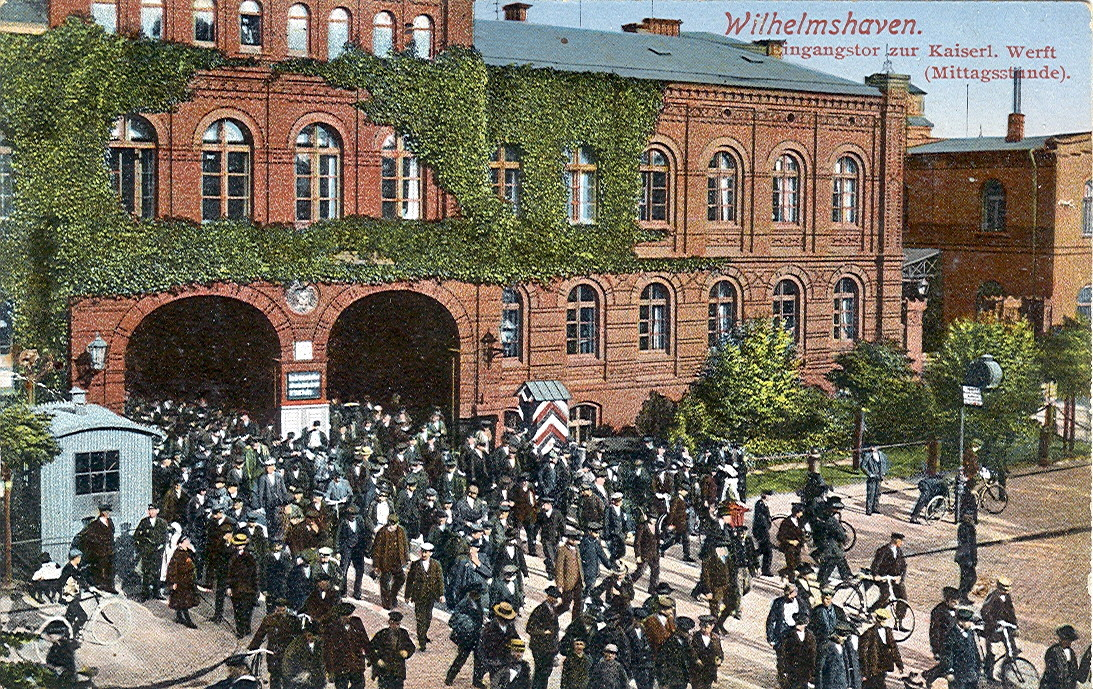
Personeel verlaat de werf in 1914
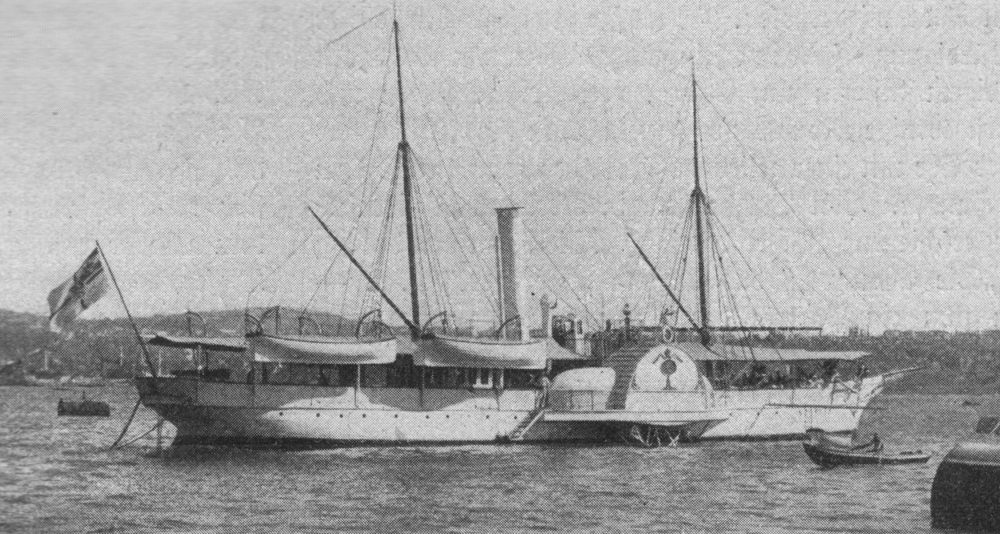
Het eerste schip gebouwd op de werf, de SMS Loreley (1871)
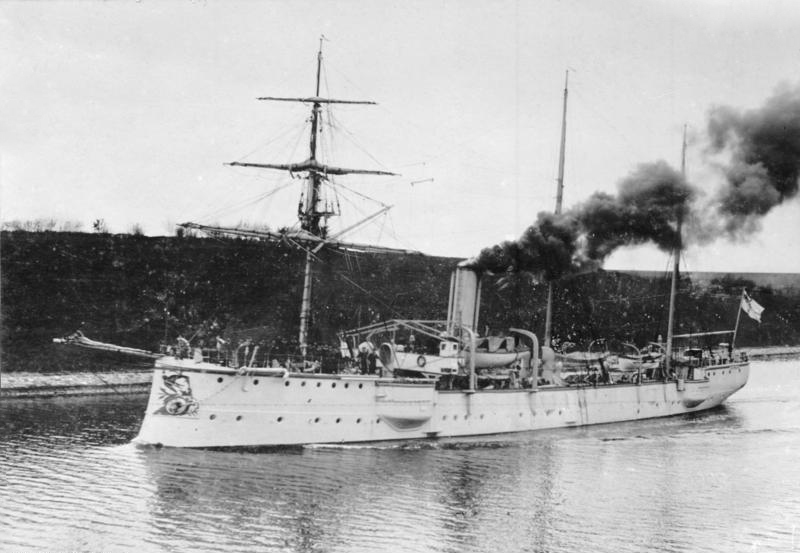
Lichte kruiser SMS Schwalbe (1887)
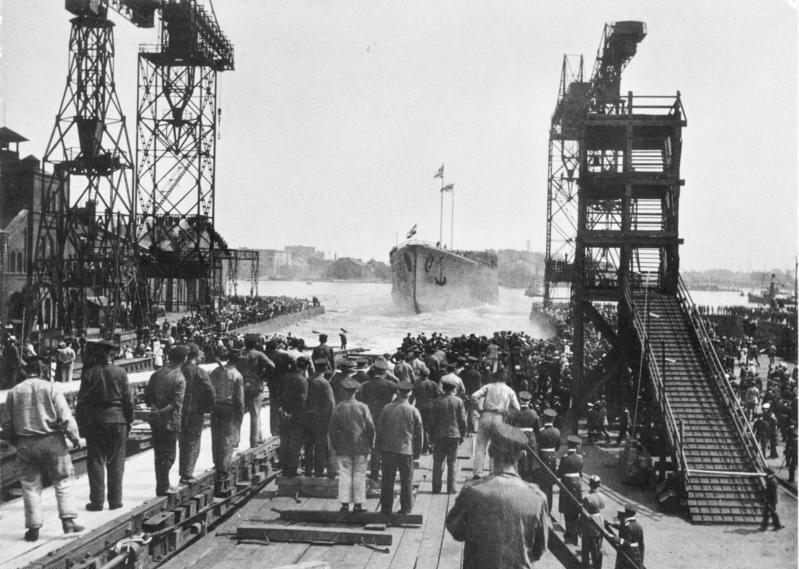
Slagkruiser SMS Hindenbrug loopt van de helling (1915)
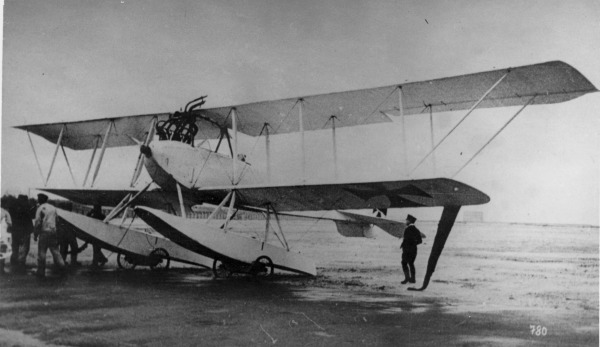
Kaiserliche Werft Wilhelmshaven 401

## Naslagwerken
- (de)  G. Koop, K. Galle, F. Klein, Von der Kaiserlichen Werft zum Marinearsenal, Bernard & Graefe Verlag München, 1982, ISBN 3-7637-5252-8
- (de)  H. J. Hansen, Die Schiffe der deutschen Flotten 1848 – 1945, Verlag Gerhard Stalling AG, Oldenburg 1973, ISBN 3-7979-1834-8

- Gemeinsame Normdatei: 3030691-7
- Virtual International Authority File: 128718472